# Shane & Shane
Shane & Shane is een muziekduo uit Texas (V.S.) dat relipop speelt. Het duo bestaat uit Shane Barnard (zang, akoestische gitaar) en Shane Everett (zang), en wordt vaak vergezeld door drummer en tevens manager Joey Parish.

## Achtergrond

### Shane Barnard
Barnard is opgegroeid in Lubbock, Texas. Hier ging hij naar de Texas Tech University en later naar de Texas A&M University. Daar leidde hij de aanbidding op een populaire christelijke samenkomst en ontmoette hij Everett. Barnard staat bekend om zijn unieke stijl van tokkelen op de akkoestische gitaar en zijn grote vocale bereik.
Tijdens zijn eerste jaar als student op de Texas A&M University begon Barnard zijn muziek carrière. Voordat hij samen met Everett ging spelen, speelde hij samen met een vriend Caleb Carruth en brachtte zij een album uit. Deze was slechts in gelimiteerde opgave te verkijgen. Barnard en Carruth zijn niet verder gegaan als duo, omdat ze allebei een andere kant opgingen.
De vrouw van Barnard is Bethany Dillon en is een christelijke artiest.

### Shane Everett
Everett ging naar de Texas A&M University. 

## Discografie
- Psalms (2002), Inpop
- Carry Away (2003), Inpop
- Upstairs (2004), Inpop
- Clean (2004), Inpop
- Pages (2007), Inpop
- Glory in the Highest: A Christmas Record (2008), Inpop
- Everything Is Different (2009), Inpop
- The One You Need (2011), Fair Trade
- Bring Your Nothing (2013), Fair Trade
- The Worship Initiative (2015), Fair Trade
- Psalms II (2015), WellHouse